# Ficción absurda
La ficción absurda es un género de novelas, obras de teatro, poemas, películas u otros medios que se centran en las experiencias de los personajes en situaciones en las que no pueden encontrar ningún propósito inherente en la vida, la mayoría de las veces representada por acciones y eventos en última instancia sin sentido que ponen en duda la certeza de conceptos existenciales como verdad o valor.
El género absurdo de la literatura surgió en las décadas de 1950 y 1960, primero predominantemente en Francia y Alemania, impulsado por la desilusión de la posguerra. La ficción absurda es una reacción contra el surgimiento del romanticismo en París en la década de 1830, el colapso de la tradición religiosa en Alemania y la revolución social y filosófica liderada por las expresiones de Søren Kierkegaard y Friedrich Nietzsche.
Los elementos comunes en la ficción absurda incluyen la sátira, el humor negro, la incongruencia, la degradación de la razón y la controversia sobre la condición filosófica de ser "nada". La ficción absurda en forma de juego se conoce como teatro absurdo. Ambos géneros se caracterizan por un enfoque en la experiencia de los personajes, centrado en la idea de que la vida es incongruente, irreconciliable y sin sentido. La característica integral de la ficción absurda implica la experiencia de la lucha por encontrar un propósito intrínseco en la vida, representada por los personajes en su despliegue de acciones sin sentido en los eventos fútiles en los que participan.
El absurdismo como movimiento filosófico es una extensión o divergencia del existencialismo, que se centra en la falta de sentido de la humanidad y específicamente en la angustia emocional y la ansiedad presentes cuando se cuestiona la existencia del propósito. Las perspectivas existencialistas y agnósticas se exploran en las novelas y el teatro del absurdo en su expresión de la trama y los personajes. Los principales autores absurdos incluyen a Franz Kafka, Albert Camus, Samuel Beckett y Eugène Ionesco.

## Características
Gran parte de la ficción absurda puede ser de naturaleza humorística o irracional. El humor absurdo se describe como una forma de comedia que se basa en non-sequiturs, la violación de la causalidad y las yuxtaposiciones impredecibles. Sin embargo, el sello distintivo del género no es ni la comedia ni las tonterías, sino el estudio del comportamiento humano en circunstancias (ya sean realistas o fantásticas) que parecen no tener propósito y son filosóficamente absurdas. La ficción absurda postula poco juicio sobre los personajes o sus acciones; esa tarea se deja al lector. Además, la "moraleja" de la historia generalmente no es explícita, y los temas o las realizaciones de los personajes — si las hay — a menudo son de naturaleza ambigua.
Además, a diferencia de muchas otras formas de ficción, las obras absurdas no necesariamente tendrán una estructura de trama tradicional (es decir, acción ascendente, clímax, acción descendente, etc). Los elementos convencionales de ficción, como la trama, la caracterización y el desarrollo, tienden a estar ausentes. Algunos estudiosos explican que esta ficción implica un "alejarse" de una norma. También está el caso del cuestionamiento de la validez de la razón humana, de donde surgen las percepciones de las leyes naturales.
La ficción absurda tampoco busca apelar al llamado inconsciente colectivo, ya que es ferozmente individualista y se centra casi exclusivamente en explorar los sentimientos subjetivos de un individuo o un ser sobre su existencia.

## Visión general
El género absurdo surgió de la literatura modernista de finales del siglo XIX y principios del XX en oposición directa a la literatura victoriana que se destacó justo antes de este período. Fue influenciado en gran medida por los movimientos existencialistas y nihilistas en la filosofía, y los movimientos Dada y surrealista en el arte. Las influencias filosóficas existenciales y nihilistas en la ficción absurda fueron el resultado de la desilusión de la posguerra. Los novelistas y compositores de ficción absurda exigieron la libertad de las convenciones prevalecientes en el movimiento filosófico de 1940 en Francia. Otros eventos históricos que impactaron el estilo y la filosofía del movimiento literario incluyen la bomba atómica y la Guerra Fría.
Psicólogos de la Universidad de California, Santa Bárbara y la Universidad de Columbia Británica publicaron un informe en 2009 que muestra que leer cuentos absurdos mejoró la capacidad de los sujetos de prueba para encontrar patrones. Sus hallazgos resumieron que cuando las personas tienen que trabajar para encontrar consistencia y significado en una historia fragmentada, aumentan "los mecanismos cognitivos responsables de aprender implícitamente las regularidades estadísticas".

## Contexto y orígenes
Franz Kafka, Jean-Paul Sartre, Samuel Beckett, Eugène Ionesco, Albert Camus, Saul Bellow, Donald Barthelme y Cormac McCarthy son considerados los compositores más conocidos de ficción absurda. Kafka (1883-1924) fue un novelista bohemio de habla alemana y un notorio absurdo. Los escritores que influyeron en Kafka incluyen a Friedrich Nietzsche, Edgar Allan Poe, Charles Dickens y más. Las historias de ficción más populares de Kafka incluyen "La condena", publicado en 1912, "La metamorfosis", publicado en 1915, "En la colonia penitenciaria", publicado en 1919 y "Un artista del hambre", publicado en 1922. “El Proceso”, escrita entre 1914 y 1915, es reconocida como la ficción más conocida de Kafka, en su “simbolismo mítico de un mundo enloquecido” El uso de Kafka de la mitología, la comedia, el aforismo y el surrealismo personifican las características distintivas de ficción absurda. La influencia de Franz Kafka en el Absurdismo fue tan grande que algunos se refieren a él como el "Rey del Absurdo" y líder del movimiento absurdo. Otros argumentan que Kafka era predominantemente un surrealista, sin embargo Kafka aclara su estilo único como "la mezcla de absurdo, surrealista y mundano que dio lugar al adjetivo 'Kafkiano' Samuel Beckett también fue uno de los primeros absurdos, un novelista irlandés, dramaturgo, cuentista, director de teatro, poeta y traductor literario. La conocida Esperando a Godot de Beckett, estrenada en 1953, se encuadra dentro del teatro del absurdo utilizando técnicas de la tragicomedia. Las características introducidas por Beckett incluían el humor amargo y la desesperación y una improvisación vívida y espontánea sobre el absurdo del teatro (Dickson, Andrew, 2017). Eugène Ionesco fue un dramaturgo francés rumano, uno de los principales compositores del teatro de vanguardia francés y líder del absurdo. Las sillas de Ionesco (1952), fue tildada de 'farsa trágica' por el propio Ionesco en su experimentación de motivos absurdos, existencialismo y versos sin sentido, que elaboran sobre la incomunicabilidad en nuestras vidas humanas.

## Ideología
El término 'absurdo' tiene sus raíces en el latín 'absurdus' que significa 'contrario a la razón' o 'inarmónico' El término elabora el concepto de la palabra moderna correspondiente a la identificación de la naturaleza irracional e incongruente de la vida cotidiana. La ideología y filosofía detrás del género de Ficción Absurda proviene del Nihilismo y el Existencialismo extraídos del mundo del siglo XX. Søren Kierkegaard (1813-1855), conocido como el 'padre del existencialismo', fue un prolífico escritor danés que se opuso a los límites convencionales de la filosofía, la psicología, la teología, la ficción y la crítica literaria. La filosofía de Kierkegaard se opone a la plausibilidad de la cristiandad, y cuestiona inherentemente el sentido de propósito que provoca en la vida personal. El concepto de Absurdo fue utilizado por Kierkegaard para denominar el punto en el que la fe se vuelve indefendible, pero válida para quienes la emplean, y sólo para ella. Kierkegaard influyó mucho en el trabajo de Jean-Paul Sartre y Albert Camus. El existencialismo como enfoque filosófico o teoría enfatiza la existencia individual del individuo y el concepto de un individuo como agente libre para determinar su propio significado o propósito en la vida. Por otro lado, el nihilismo es el reconocimiento de que la vida no tiene un significado intrínseco. La ficción absurda en relación con el existencialismo expresa lo que sucede cuando la existencia humana no tiene sentido ni propósito, por lo que toda comunicación se rompe. “La Soprano Calva” (1950) de Eugène Ionesco es un texto de Ficción Absurda que enfatiza en profundidad la noción de la incapacidad de los hombres para comunicarse entre sí. Friedrich Nietzsche (1844 – 1900) fue un crítico cultural, compositor, poeta, filólogo y erudito en latín y griego del huevo que también brindó una profunda inspiración en la filosofía occidental y la historia intelectual moderna. Nietzsche es otro influyente principal en la filosofía y la ideología detrás del absurdo. Su interés por el nihilismo, en particular sus puntos de vista sobre el cristianismo y Dios, alude a las tradiciones del mundo occidental en su confianza en la religión como "brújula moral" y fuente de significado. Nietzsche afirmó que esta dependencia ahora es inviable, apareciendo en su novela The Gay Science, publicada en 1882, traducida en 1974. Los escritos de Nietzsche influyeron en la ficción absurda en la influencia de Sartre y Albert Camus. En particular, la comprensión de Camus del nihilismo estuvo fuertemente motivada por la concepción que Nietzsche planteó de la vida y la muerte y las perspectivas nihilistas de tales.

### Ficción absurda en novelas
El escritor francés Albert Camus es el novelista al que la mayoría de los críticos literarios atribuyen el concepto de ficción absurda. La novela más famosa de Camus, L'Etranger (1942), y su ensayo filosófico, "El mito de Sísifo" (1942). El bohemio, de habla alemana, Franz Kafka es otro novelista de ficción absurdo. La novela de Kafka El proceso, se publicó en 1925 después de la muerte de Kafka en 1924. La novela de Kafka abarca la incapacidad de la humanidad para comunicarse en un mundo sin propósito.

## Ejemplos
Ejemplos de escritores de ficción absurda incluyen:
- John Swartzwelder
- Edward Albee
- Samuel Beckett (por ejemplo, Esperando a Godot, El Innombrable)
- Albert Camus
- Fiodor Dostoievski
- Jean Genet (por ejemplo, Las criadas)
- Nikolai Gogol
- James Kelman (por ejemplo, Qué tarde era, qué tarde)
- Franz Kafka (por ejemplo, La Metamorfosis , El Proceso, El Castillo)
- Haruki Murakami
- Jean-Paul Sartre[19]
- Philip K. Dick (por ejemplo, Una mirada a la oscuridad)
- Maccio Capatonda
- Kurt Vonnegut
- Kobo Abe
- Daniil Kharms
- Osamu Dazai
- Boris Vian (por ejemplo, La espuma de los días)

Las obras absurdas individuales incluyen:
- El desierto de los tártaros de Dino Buzzati
- El hombre invisible de Ralph Ellison
- Trampa 22 de Joseph Heller
- V de Thomas Pynchon .
- The World According to Garp de John Irving
- Dr. Strangelove or: How I Learned to Stop Worrying and Love the Bomb de Stanley Kubrick
- Obras de Eugène Ionesco (por ejemplo, La cantante calva; La lección, etc.)
- Algunas obras tempranas de Harold Pinter
- So Special in Dayville de D. Clark Gill
- Algunas obras de Tom Stoppard (por ejemplo, Rosencrantz y Guildenstern han muerto)[20]
- Tarelkin's Death de Alexander Sukhovo-Kobylin
- Cosmos de Witold Gombrowicz
- El programa de televisión de Netflix Bojack Horseman[21]
- Friend of the World de Brian Patrick Butler[22]
- Everything Everywhere All at Once de Daniel Kwan y Daniel Scheinert

Ejemplos de cineastas absurdos notables incluyen:
- Ingmar Bergman[23]
- Luis Buñuel[24]
- Werner Herzog
- Harmony Korine
- Hermanos Coen[25]
- Charlie Kaufman
- Yorgos Lanthimos[26]
- David Lynch
- Roman Polanski (por ejemplo, Nóż w wodzie, Repulsión, Cul-de-sac, Carnage, etc.)
- Tim Heidecker y Eric Wareheim

### Características y técnicas
- El mito de Sísifo (1942) de Albert Camus.

Extractos de la fábula griega de un hombre obligado a hacer rodar continuamente una roca montaña arriba sólo para que ésta vuelva a rodar montaña abajo debido a su propio peso, un dilema que dura eternidad Camus aclara su propio simbolismo como representación de la condición humana en un mundo donde enfrentamos la dificultad universal de dar sentido a los eventos; sin embargo, en lugar de recurrir al suicidio, debemos reconciliarnos con el 'elusivo sentimiento de absurdo' y soportarlo lo mejor que podamos.
- El proceso (1925) de Franz Kafka.

Sigue la historia de Josef K., un hombre que es arrestado y procesado por una autoridad que es remota e inaccesible, ni a él ni al lector se les dice la naturaleza de su crimen o por qué fue procesado Kafka usa una prosa restringida a lo largo de la novela para agregar ironía dramática, así como la línea de eventos ilógica e inconsistente del arresto y el caso judicial de la novela de Joseph K. Kafka puede percibirse como una brecha en el mundo racional como resultado. de hiperracionalización de la sociedad consumista, siendo un ejemplo destacado por Kafka el poder judicial. Kafka emplea la aliteración errónea y la manipulación literaria para componer una novela existencialista sin sentido que ejemplifica la inhumanidad, la alienación y el absurdo que persisten en el mundo moderno junto con los impactos del totalitarismo, la injusticia la a burocracia en su conjunto.

## Teatro del Absurdo
El Teatro del Absurdo se denomina como una designación posterior a la Primera Guerra Mundial para las obras de Ficción Absurda, específicamente aquellas escritas principalmente por dramaturgos europeos a fines del siglo XX, también como una para el estilo de teatro que ha evolucionado a partir de su trabajo. Martin Esslin, un crítico literario, acuñó el término 'Teatro del Absurdo' en su ensayo de 1960 'Teatro del Absurdo'. Esslin relató estas obras seleccionadas basándose en el amplio tema de lo Absurdo, de forma similar a como Camus usó el término en su ensayo de 1942 "El mito de Sísifo". La ideología del Teatro del Absurdo se extrae del Existencialismo y expresa el resultado de la existencia humana despojada de sentido o propósito y el resultado de la ruptura de toda comunicación. La construcción lógica y la argumentación dentro del teatro del absurdo dieron paso a características de discurso irracional e ilógico y la conclusión final del silencio. The Theatre of the Absurd implica una fascinación por el absurdo en una variedad de formas; el existencial, filosófico, emocional y dramatúrgico. El Teatro del Absurdo como forma dramática inherentemente lleva el teatro al extremo, al tiempo que plantea preguntas sobre cómo se ven realmente tanto la realidad como la irrealidad. Martin Esslin nombró a los cuatro dramaturgos definitorios del movimiento del Teatro del Absurdo como Samuel Beckett, Arthur Adamov, Eugène Ionesco y Jean Genet. En ediciones posteriores de su ensayo incluyó a un quinto dramaturgo, Harold Pinter. Otros escritores que también son asociados con este movimiento por Esslin y otros críticos son; Tom Stoppard, Friedrich Dürrenmatt, Fernando Arrabal, Edward Albee, Boris Vian y Jean Tardieu .

### Características
El Teatro del Absurdo subvierte la forma teatral convencional que el público espera cuando ve una obra. El movimiento de la trama es arbitrario; los personajes de Absurdist Theatre son en su mayoría desconocidos y tienen una motivación extraña, el escenario a menudo es irreconocible y, a veces, no cambia o está desolado, y los diálogos parecen no tener sentido. Para los dramaturgos absurdos, el caos y la irracionalidad representan la realidad mejor que la racionalidad y el orden. Las obras pueden ser tanto trágicas como cómicas, características del género de la tragicomedia en el teatro.

### Ejemplos
- Aliteración
- Repetición
- Liza
- Alusión
- Dispositivos dramáticos
- Neologismo
- Circunvolución
- Corriente de conciencia
- Ironía
- Sátira

### Obras de Teatro del Absurdo
“The Bald Soprano” (1950) de Eugène Ionesco es una memorable obra de Teatro Absurdo. “Esperando a Godot” de Samuel Beckett (1953) es una obra de Teatro Absurdo en dos actos con técnicas dramáticas. Otros ejemplos incluyen la obra de Jean-Paul Sartre, “No Exit” (1944), la obra de Max Frisch, “The Firebugs” (1953) y la obra de Ezio D'Errico “The Anthill and Time of the Locusts” (1954). "La larga cena de Navidad" de Thornton Wilder (1931) y "Amantes subterráneos" de Jean Tardieu (1934) son ejemplos anteriores.

### Ejemplos de técnicas y dispositivos
“La cantante calva” (1950) del dramaturgo rumano-francés Eugène Ionesco es una obra central dominante en el Teatro del Absurdo, su “sinfonía onírica de discurso sin sentido y asociaciones inconexas exponen lo desesperada que es la comunicación humana”. El 'discurso sin sentido' y las 'asociaciones desarticuladas' son elementos clave del Teatro del absurdo. La mayor parte del diálogo en la obra de Ionesco tiene poco significado y con frecuencia hay un galimatías en los discursos de los actores. La sátira y el discurso sin sentido presentes en todo el texto de Ionesco sirven a su propósito al presentar cuán absurda puede ser la vida mundana. El compromiso de Ionesco con el existencialismo también es característico de Absurdist Theatre y también se distingue por la utilización del aparentemente ridículo idioma inglés y la falta de voluntad de la sociedad para comunicarse entre sí. “La cantante calva” de Ionesco abarca la incapacidad del hombre para comunicarse en un mundo sin propósito, reiterando la influencia del Existencialismo en la Ficción Absurda y cómo ésta se presenta en textos dentro del género literario Teatro del Absurdo.
'Esperando a Godot ' (1953) de Samuel Beckett, un texto originalmente francés, es un drama de teatro absurdo que se describe como una de las obras más importantes del siglo XX a pesar de su temprana recepción. La obra se estrenó el 5 de enero de 1953 en el Theatre de babylone de París. La recepción de la obra en la década de 1950 puede ser interpretada por críticas críticas. La crítica literaria Vivian Mercer afirmó que la obra era “una obra en la que nada sucede, dos veces”, en alusión a los dos actos que toman forma cíclica. Alfonso Sastre, otro crítico literario que reseña el texto de Beckett, describió la obra como "un certificado de muerte para la esperanza", continúa, "lo que es tan fascinante de esperar a Godot; (es) que no pasa nada. es un lúcido testimonio de la nada”. El universo desolado de Beckett en su obra está representado por técnicas absurdas; un paisaje inmutable, personajes sometidos a azarosos y caprichosos actos de violencia con discurso cíclico. Beckett captura el sentido de anticipación perpetua por el significado de la humanidad en el retrato de la relación entre 'Gogo' y 'Didi', una fuerte interdependencia mezclada con irritabilidad. El elemento de tragicomedia de la obra de ficción absurdista de Beckett agrega una futilidad cómica que puede compararse con la comedia física y los personajes de dibujos animados como los personajes de Tom y Jerry. La relación entre los dos personajes de 'Esperando a Godot' (Vladimir y Estragon) es interdependiente pero irritable. La relación entre los dos personajes de 'Esperando a Godot' (Vladimir y Estragon) es codependiente y caprichosa. Su naturaleza, diálogo e interacciones recuerdan a dúos cómicos familiares como Laurel y Hardy y Tom y Jerry.